# Carrigagulla

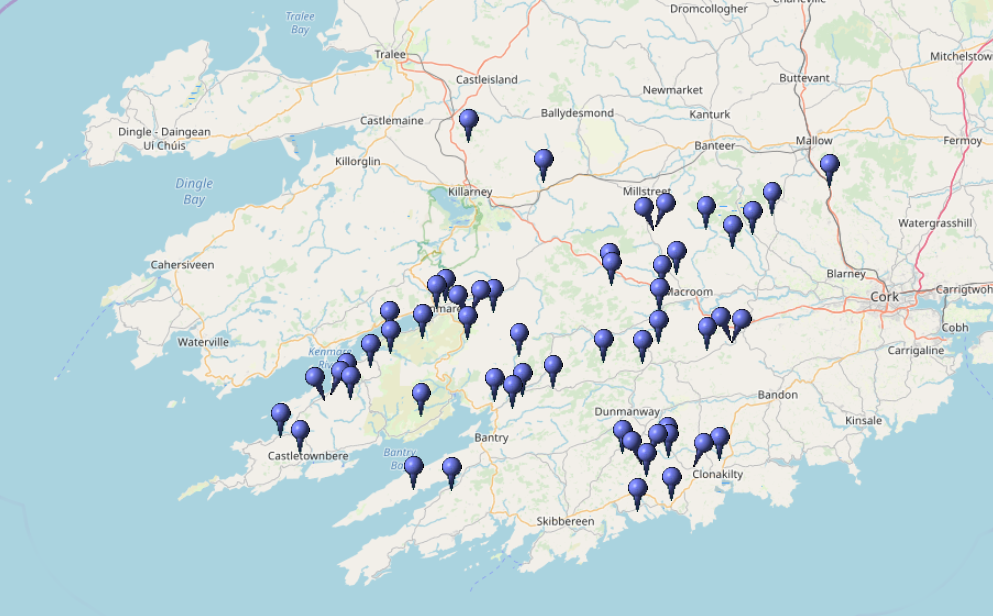
Axiale Steinkreise (ASC)

Carrigagulla (irisch Carraig an Ghiolla) ist ein Megalithkomplex nordöstlich von Ballinagree in den Boggeragh Mountains im County Cork in Irland. Er besteht aus zwei großen Steinkreisen (Carrigagulla A oder NE und Carrigagulla B oder SW), einem kleinen fünfsteinigen Kreis, zwei Steinreihen und einem versetzten Oghamstein. 

## Carrigagulla A
Der Steinkreis der Cork-Kerry-Serie hat 8,2 m Durchmesser und besteht aus 16 Steinen in situ und einem versetzten Stein. Ihre Höhe variiert von fast 90 cm bis knapp über 30 cm. In der Mitte des Kreises ist ein kleiner Boulder Stein.
Lage: 52° 0′ 11″ N, 8° 55′ 0″ W

## Carrigagulla SW
Der Steinkreis hat 7,8 m Durchmesser 17 Steine und einen zentralen Stein. 15 Steine stehen, zwei waren umgefallen. Wie üblich sind die Portalsteine mit etwas unter einem Meter die höchsten. die restlichen sind der Höhe nach abgestuft bis auf den axialen liegenden Stein im Südwesten. Die beiden Portalsteine stehen radial zum Kreis. Mehrere der Kreissteine sind oben flach, und zwei nahezu würfelförmig.
51° 59′ 59″ N, 8° 55′ 5″ W

## Die Steinreihen
- Carrigagulla NE ist eine Steinreihe aus drei Steinen (zwei große, ein kleiner) von denen ein großer Stein umgefallen sind.

Lage: 51° 59′ 42″ N, 8° 54′ 59″ W
- Carrigagulla SW war eine Steinreihe aus fünf Steinen, von denen vier versetzt sind und als Torpfosten verwendet werden. Eine einsame Steinnadel bildet den Rest.

Lage: 51° 59′ 40″ N, 8° 53′ 51″ W

## Der Oghamstein
Der beim Torfstechen gefundene Oghamstein befindet sich seit 1940 im Cork Public Museum.